# Hobart International 2024
Hobart International 2024 a fost un turneu de tenis feminin care s-a jucat pe terenuri dure în aer liber. A fost cea de-a 29-a ediție a Hobart International, un turneu de nivel WTA 250 și a făcut parte din Circuitul WTA 2024. A avut loc la Centrul Internațional de Tenis Hobart din Hobart, Australia, în perioada 8–13 ianuarie 2024.

## Campioni

### Simplu
Pentru mai multe informații consultați Hobart International 2024 – Simplu

### Dublu
Pentru mai multe informații consultați Hobart International 2024 – Dublu

## Puncte și premii în bani

### Distribuția punctelor
| Probă  | C   | F   | SF | QF | Runda 2 | Runda 1 | Q   | Q2  | Q1  |
| Simplu | 250 | 163 | 98 | 54 | 30      | 1       | 18  | 12  | 1   |
| Dublu  | 250 | 163 | 98 | 54 | 1       | N/A     | N/A | N/A | N/A |

### Premii în bani
| Probă           | C        | F        | SF       | QF      | R16     | R32     | Q2      | Q1      |
| Simplu feminin  | 35.250 $ | 20.830 $ | 11.610 $ | 6.608 $ | 4.040 $ | 2.890 $ | 2.140 $ | 1.380 $ |
| Dublu feminin * | 12.820 $ | 7.210 $  | 4.140 $  | 2.470 $ | 1.900 $ | N/A     | N/A     | N/A     |

*per echipă